# Астафьев, Алексей Николаевич
Алексей Николаевич Астафьев (1806 — после 1873) — генерал-лейтенант русской императорской армии, Георгиевский кавалер.

## Биография
Родился 30 января (11 февраля) 1806 года в семье дворян Санкт-Петербургской губернии. В одиннадцатилетнем возрасте вместе с братом Евграфом был помещён в Благородный пансион при Главном Педагогическом институте, где находился до 1821 года. Здесь с ним учился и был дружен Лев Пушкин. Астафьев также дружил с композитором Михаилом Глинкой.
Затем воспитывался в Школе гвардейских подпрапорщиков, которую окончил в январе 1826 года и был выпущен прапорщиком в лейб-гвардии Семёновский полк. Был участником польской кампании 1830—1831 гг. — уже в чине поручика, участвовал в штурме Варшавы:

Здесь он первым бросается в объятый пламенем форштадт и целый день не выходит из боя. Штурм Вольскаго форштадта известен своим кровопролитием; войска подавались вперед, штурмуя на каждом шагу рогатки, отдельные дома, лютеранское кладбище, костёл и, наконец, громадный вал, где было захвачено несколько орудий; только немногие из наших охотников уцелели в этом кровавом побоище. Астафьева, в числе других, принесли утром на перевязочный пункт, раненного тремя пулями в левое плечо, в руку, в ногу и штыком — в правый бок. За этот подвиг он удостоен награды орденом Св. Великомученика и Победоносца Георгия 4-й степени».
С 1833 года — штабс-капитан, с 1835 года — флигель-адъютант, с 1838 года — полковник. В 1839—1855 годах он был комендантом императорской Главной квартиры, с 6 декабря 1847 года — генерал-майор Свиты.
В 1856 году получил чин генерал-лейтенанта и назначен начальником 16-й пехотной дивизии. Вышел в отставку 7 июля 1863 года и поселился в своём имении в Керенском уезде Пензенской губернии, унаследованном от жены. В 1864 году он был избран керенским уездным предводителем дворянства.
В 1866 году, благодаря инициативе Астафьева и уездного врача Х. И. Чудновского (1803—1868), была открыта первая в губернии общественная библиотека; А. Н. Астафьев пожертвовал 3 тысячи томов книг, в основном научного содержания, и арендовал помещение. В письме Чудновскому он писал: «В продолжении 43-х лет собранную свою библиотеку, вами разобранную и приведённую систематически в порядок, доверяю доставить в Керенскую публичную библиотеку, которой я с счастьем жертвую, уверенный, что эта лепта принесёт посильную пользу».
А. Н. Астафьеву также принадлежало около 11 500 десятин земли с селами Трескино и Турдаки в Кузнецком уезде Саратовской губернии, где работало четыре винокуренных завода и суконная фабрика.
Кроме М. И. Глинки, в число друзей Астафьева входил А. С. Даргомыжский, вместе с которым в 1851 году он издал в Санкт-Петербурге «Музыкальный сборник в память А. Е. Варламова». Он включал последний романс покойного композитора «О нет, не верю я», а также вокальные произведения М. Глинки, А. Алябьева, А. Рубинштейна, А. Гурилева, А. Львова, П. Воротникова и других. Права на издание и средства, полученные от его продажи, передали семье Варламова, оказавшейся в тяжелом материальном положении. По мнению Б. Л. Вольмана, этот сборник был «одним из наиболее значительных музыкальных альбомов, как по содержанию, так и по тщательности печатного оформления».
Также он был знаком с Карлом Брюлловым, который написал «Портрет Астафьева с собакой», местонахождение которого в данный момент неизвестно.

## Награды
- орден Св. Георгия 4-й степени (1831)
- орден Св. Владимира 4-й ст. (1835)
- орден Св. Станислава 2-й ст. (1840)[3]
- орден Св. Станислава 1-й ст. (1849)
- орден Св. Анны 1-й ст. (1851); императорская корона к ордену (1854)

иностранный:
- прусский орден Красного орла 3-й ст. (1835)

## Семья
Был женат на Лидии Дмитриевне Пономарёвой (?—1853). Их дети: Николай (1842—1889); Анастасия (1843—?); Лидия (1853—?).